# Yum Yum Gimme Some
"Yum Yum Gimme Some" foi o primeiro single do cantor norueguês Sway, posteriormente conhecido como Espen Lind.
A música foi lançada em 1995 e faz parte de seu álbum de estreia Mmm... Prepare to be Swayed.

## Produção
A faixa foi produzida pelo próprio cantor, em seu estúdio caseiro em Tromsø (cidade) na Noruega. O single atingiu a posição #17 da VG-lista, a parada norueguesa, rendendo a Sway um contrato com a MCA, selo ligado à Universal Music. 
O videoclipe da música foi lançado somente na televisão nórdica.

## CD Single
- Remixes[2] (MCD 32875)

1. "Yum Yum Gimme Some" (Original Single Edit) (4:29)
2. "Yum Yum Gimme Some" (Volcano's Star Wars Edit) (3:00) Remix - Volcano
3. "Yum Yum Gimme Some" (Sway Big Noise Terror Mix) (5:48) Remix - Sway (2)
4. "Yum Yum Gimme Some" (Volcano's Flamingo Dub) (4:30) Remix - Volcano
5. "Yum Yum Gimme Some" (Metropolis Deep Vibe Dub) (6:32) Remix - Torbjørn Brundtland
6. "Yum Yum Gimme Some" (Aedena Cycle Remix) (5:03) Remix - Aedena Cycle
7. "Yum Yum Gimme Some" (Extended Album Mix) (7:10)

- Vinil 12" (Compacto duplo) (ZAC 013-95)

LADO A
1. "Yum Yum Gimme Some" (Original Single Edit) (4:29) Remix, Produtor [Adicional] - Ole J. Mjos , Rune Lindbaek , Torbjorn Brundtland
2. "Yum Yum Gimme Some" (Aedena Cycle Remix) (5:03) Remix, Produtor [Adicional] - Ole J. Mjos , Rune Lindbaek , Torbjorn Brundtland

LADO B
1. "Yum Yum Gimme Some" (Volcano's Star Wars Edit) (3:00) Remix - Volcano
2. "Yum Yum Gimme Some" (Volcano's Flamingo Dub) (4:30) Remix - Volcano

## Ligações Externas
- Video Sway (Espen Lind) - Yum yum gimme some